# Herbert Kroemer
Pour les articles homonymes, voir Kroemer.
Herbert Kroemer, né le 25 août 1928 à Weimar en Allemagne et mort le 8 mars 2024, est un physicien germano-américain. Il est colauréat avec Jores Alferov d'une moitié du prix Nobel de physique de 2000.

## Biographie
Il a obtenu son doctorat de physique théorique en 1952 à l'université de Göttingen en Allemagne, avec une thèse sur les effets d'électrons chauds dans les transistors, à l'origine d'une carrière dans la recherche dans le domaine de la physique des semi-conducteurs.
Il a travaillé dans un grand nombre de laboratoires de recherche en Allemagne et aux États-Unis, et a enseigné le génie électrique à l'université du Colorado de 1968 à 1976. Il a rejoint l'université de Californie à Santa Barbara en 1976, en concentrant son programme de recherche sur des technologies émergentes dans le domaine des composants semi-conducteurs, plutôt que sur le silicium.
Herbert Kroemer, qui est membre de l'Académie nationale d'ingénierie américaine, a été le premier à souligner dans les années 1950 les avantages qui pourraient être obtenus dans de nombreux semi-conducteurs par l'incorporation d'hétérojonctions. En 1963, il a proposé le concept de laser à double-hétérostructure, un concept primordial dans le domaine des lasers à semi-conducteurs. Kroemer a été un pionnier dans le domaine de l'épitaxie par jet moléculaire (MBE ou EJM), se concentrant sur l'application de cette technologie à de nouveaux matériaux.
Il est colauréat avec Jores Alferov d'une moitié du prix Nobel de physique de 2000 (l'autre moitié a été remise à Jack Kilby) « pour des travaux de base dans les technologies de l'information et des communications [...] pour le développement d’hétérostructures semi-conductrices pour l’électronique rapide et l’opto-électronique ».
En 2010, il est professeur de génie électrique et informatique à l'Université de Californie à Santa Barbara (UCSB)